# San Diego-Coronado Bridge
Il ponte di San Diego-Coronado o il ponte di Coronado è un ponte a travi di cemento precompresso e acciaio che attraversa la baia di San Diego nell'estremo sud dello stato della California. Il ponte collega San Diego con Coronado e fa parte della State Route 75. Ha una lunghezza di 3,4 chilometri e una campata massima di 573 metri. L'altezza massima tra il fondo della superficie stradale e la superficie dell'acqua è di 61 metri.
Il ponte Coronado fu inaugurato il 3 agosto 1969. Nel 1970 ha vinto il Most Beautiful Bridge Award dall'American Institute of Steel Construction.
È un cosiddetto "ponte del suicidio": tra il 1972 e il 2000, più di 200 persone si sono suicidate saltando giù dal ponte. Solo il Golden Gate Bridge di San Francisco e l'Aurora Bridge di Seattle hanno un record di vittime maggiore.